# Christopher Duggan
Christopher John Hesketh Duggan (4 novembre 1957 - 2 novembre 2015) est un historien et universitaire britannique. Il est spécialisé dans l'histoire politique, sociale et culturelle de l'Italie moderne. Il commence sa carrière comme chargé de recherche au Wolfson College d'Oxford puis au All Souls College d'Oxford. En 1987, il part à l'Université de Reading où il reste jusqu'à sa mort. Il est professeur d'histoire italienne moderne à partir de 2002,.

## Jeunesse et éducation
Il est né le 4 novembre 1957, fils de Margaret Hesketh et de John Duggan à Petts Wood, Kent, Angleterre,. Sa mère est infirmière et assistante sociale, et son père travaille comme courtier maritime. Il fait ses études au Dulwich College, une école publique à Londres, et à la Westminster School, une école publique  située sur le terrain de l'abbaye de Westminster. À l'âge de 11 ans, il remporte un concours de rédaction et remporte une croisière en Méditerranée comme prix.
Entre l'école et l'université, Duggan part en vacances en Italie et explore le pays sur une moto Honda CB175. Il étudie ensuite l'histoire au Merton College d'Oxford. Il s'est surtout intéressé à l'histoire médiévale au début de ses études, mais s'intéresse à l'histoire de l'Italie moderne après avoir suivi les cours de Denis Mack Smith. Il obtient un baccalauréat ès arts (BA) de première classe en 1979 avec l'une des meilleures premières de son année.
Après avoir obtenu son baccalauréat, Duggan vit un an en Italie. Une fois, il se fait perquisitionner son appartement par la DIGOS, l'unité italienne anti-terroriste et du crime organisé, parce qu'ils le soupçonnent d'être un subversif étranger, cependant, il n'est pas arrêté ni inculpé. Il retourne à l'Université d'Oxford pour obtenir un doctorat en philosophie (DPhil) sous la direction de Mack Smith. Sa thèse est achevée en 1985 et s'intitule « La campagne du fascisme contre la mafia».

## Carrière académique
Duggan commence sa carrière universitaire en tant que chercheur junior au Wolfson College d'Oxford entre 1983 et 1985. De 1985 à 1990, il est chercheur postdoctoral au All Souls College d'Oxford. Au cours de cette période, il aide Mack Smith et Moses Finley à mettre à jour leur livre A History of Sicily ; cette version révisée est publiée en 1986. Son premier ouvrage majeur, Fascism and the Mafia, est issu de son doctorat en philosophie et est publié en italien en 1986 et en anglais en 1989. De 1990 à 1997, il conserve un lien avec All Souls College, après avoir été élu Fifty-Pound Fellow,.
En 1987, Duggan rejoint l'Université de Reading en tant que maître de conférences en histoire,. Fait inhabituel pour un historien, il n'est pas basé au département d'histoire mais au département d'études européennes. Il enseigne l'histoire, la politique, la culture et la langue italiennes. En 1994, il est promu lecteur. En 2002, il est nommé professeur d'histoire italienne moderne. De 2008 à 2013, il est directeur de l'École de langues et d'études européennes (rebaptisée plus tard École des lettres et langues).
Peu de temps avant sa mort, Duggan est nommé professeur de recherche au département d'histoire de Reading et élu boursier pour deux ans au All Souls College d'Oxford.
Duggan a écrit des livres sur l'histoire italienne. A Concise History of Italy (1994) lui permet de revenir à son intérêt originel pour l'histoire médiévale. Publié pour la première fois en italien en 2000, Francesco Crispi 1818-1901 (2002), la première biographie en anglais sur le Premier ministre Francesco Crispi, explore l'évolution de Crispi d'un démocrate révolutionnaire à un autoritaire belliqueux et son rôle dans l'unification de l'Italie. The Force of Destiny: A History of Italy since 1796 (2007) se concentre sur l'Italie des XIXe et XXe siècles. Dans son livre primé Fascist Voices (2012), il utilise les journaux, les mémoires et les lettres de milliers de citoyens italiens ordinaires pour enquêter sur les raisons pour lesquelles tant de personnes s'étaient étroitement identifiées au régime fasciste de Benito Mussolini.

## Vie privée
Duggan est retrouvé mort le 2 novembre 2015 à son domicile de Twickenham, à Londres. Un service commémoratif a lieu dans la chapelle du All Souls College d'Oxford le 12 décembre. Une enquête complète sur sa mort conclut au suicide<.
Duggan rencontre sa femme Jennifer Mundy à l'Université d'Oxford et ils se marient en 1987 . Elle est historienne de l'art et responsable de la recherche sur l'histoire de l'art à la Tate Gallery,. Ils ont deux enfants : Amelia et Thomas.

## Honneurs
En 2013, le livre Fascist Voices (2012) de Duggan reçoit le prestigieux Wolfson History Prize. Son directeur de thèse et mentor, Denis Mack Smith, a reçu le même prix 36 ans plus tôt. Fascist Voices est également nommé "Livre d'histoire politique de l'année" dans les Political Book Awards de 2013.
En 2008, Duggan est nommé Commendatore dell'Ordine della Stella della Solidarietà Italiana (Commandeur de l'Ordre de l'Étoile de la solidarité italienne) par le président italien. C'est l'un des plus grands honneurs que l'Italie puisse accorder à un citoyen étranger.

## Publications
- M. I. Finley, Denis Mack Smith et Christopher Duggan, A History of Sicily, London, Chatto & Windus, 1986 (ISBN 978-0701131555)
- Christopher Duggan, Fascism and the Mafia, New Haven, Yale University Press, 1989 (ISBN 978-0300043723)
- Christopher Duggan, A Concise History of Italy, Cambridge, 1st, 1994 (ISBN 978-0521402859, lire en ligne )
- Italy in the Cold War: Politics, Culture and Society 1948–58, Oxford, Berg, 1995 (ISBN 978-1859730386)
- Christopher Duggan, Francesco Crispi, 1818–1901: From Nation to Nationalism, Oxford, Oxford University Press, 2002 (ISBN 978-0198206118)
- Christopher Duggan, The Force of Destiny: a History of Italy Since 1796, London, Allen Lane, 2007 (ISBN 978-0713997095)
- Christopher Duggan, Fascist Voices: An Intimate History of Mussolini's Italy, London, Bodley Head, 2012 (ISBN 978-1847921031)
- Christopher Duggan, A Concise History of Italy, Cambridge, 2nd, 2013 (ISBN 978-0521760393)
- The Cult of the Duce: Mussolini and the Italians, Manchester, Manchester University Press, 2013 (ISBN 978-0719088964)